# Robert Whitaker (Reiter)

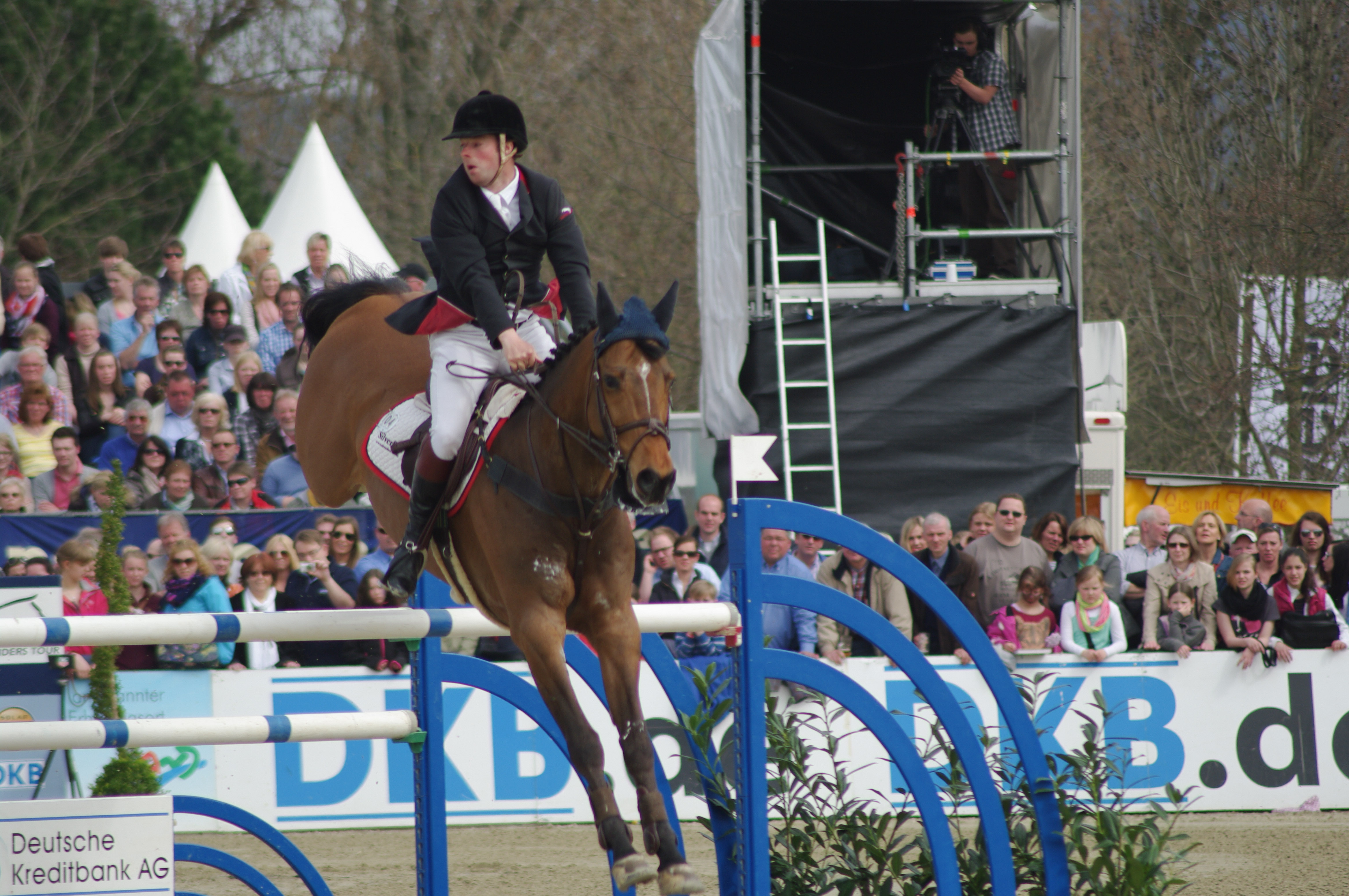
Robert Whitaker mit Catwalk, CSI 4* Hagen 2013

Robert Whitaker (* 26. Januar 1983 in Huddersfield, West Yorkshire) ist ein britischer Springreiter.
Im April 2024 befand er sich auf Platz 134 der Weltrangliste, im April 2013 befand er sich auf Platz 67.

## Karriere
Robert ist ein international erfolgreicher britischer Springreiter, der seit Juniorenzeiten in Nationenpreisen für Großbritannien reitet.
Beim Nationenpreis in Norwegen im Jahr 2001 ritt er im Team mit seinem Vater John, seinem Onkel Michael und seiner Schwester Louise. Damit stellte Großbritannien erstmals ein Team, das ausschließlich aus Mitgliedern einer Familie bestand.
2003, 2008 und 2009 gewann er die British Open.
Beim Reitturnier in Stockholm 2011 übersprang er ohne Sattel eine 2,12 Meter hohe Mauer und stellte damit einen Weltrekord auf.
2018 nahm Whitaker auf Catwalk IV am Weltcup-Finale in Paris teil und erreichte Rang 19.

## Privates
Robert Whitaker ist der Sohn der Springreitlegende John Whitaker und seiner Frau Clare Barr, Neffe von Michael Whitaker und Cousin von Ellen Whitaker und William Whitaker.
Im Januar 2013 wurde er zu einer Geldstrafe und einem sechsmonatigen Wettbewerbsverbot auf Bewährung verurteilt, da er im Jahr 2012 während der Horse of the Year Show einen Sicherheitsbeamten trat.
Er lebt in Belgien. Im Januar 2015 heiratete die Springreiterin Kate Jackaman. Bereits im April 2013 wurden ihre gemeinsame Tochter geboren.

## Pferde (Auszug)
- USA Today (* 2001), KWPN, Hengst, Vater: Heartbreaker, Muttervater: Capitol I, Besitzer: Mandy Hall & Clare Whitaker, seit 2010
- Catwalk IV (* 2003), Holsteiner, brauner Hengst, Vater: Colman, Muttervater: Corleone, Besitzer: Clare Whitaker, seit 2011
- Waterstone (* 2003), KWPN, Wallach, Besitzer: Mandy Hall, zuvor von Louise Whitaker geritten
- Lacroix (* 1995), Holsteiner, Wallach, Vater: Lacros, Muttervater: Caletto I, bis März 2010, anschließend von Denis Lynch geritten.

## Erfolge
- 2007: 2. Platz im Großen Preis von London-Olympia (Lacroix) – zugleich „Leading Rider of the Show“, 1. Platz im Großen Preis von Stockholm (Lacroix), 1. Platz im Großen Preis von Towerlands / Braintree (Lacroix), 4. Platz im Großen Preis von Wien (Lacroix), 3. Platz im Großen Preis von Monte Carlo – GCT-Wertungsprüfung (Lacroix), 4. Platz beim Britischen Springderby Hickstead (Finbarr V), 5. Platz im Großen Preis von Birmingham (Prima Vera), 1. Platz im Großen Preis von Vejer de la Frontera (Finbarr V)
- 2008: 4. Platz im Großen Preis von London-Olympia (Lacroix), 5. Platz im Großen Preis von Mastricht (Lacroix), 3. Platz im Großen Preis von Wien (Lacroix), 3. Platz im Großen Preis von Cannes – GCT-Wertungsprüfung (Lacroix), 1. Platz im Großen Preis von Vimeiro (Lacroix), 1. Platz im Nationenpreis von Lissabon (Lacroix), 1. Platz im Großen Preis von Birmingham (Lacroix)
- 2009: 5. Platz im Großen Preis von Marseille (Lacroix), 5. Platz im Großen Preis von Gijón (Draco), 3. Platz im Großen Preis von La Coruña (Casino), 1. PLlatz im Großen Preis von Birmingham (Lacroix), 4. Platz im Großen Preis von Arezzo (Rooney IV)
- 2010: 3. Platz im Weltcupspringen von Toronto ON (Omelli), 4. Platz im Weltcupspringen von Syracuse NY (Omelli), 3. Platz im Großen Preis von Maubeuge (Casino), 3. Platz im Großen Preis von Vejer de la Frontera (USA Today), 2. Platz im Großen Preis von Braunschweig (Casino), 3. Platz im Großen Preis von Amsterdam (Udo D.V)
- 2011:  3. Platz im Großen Preis von Hagen a.T.W., 2. Wertungsprüfung Riders Tour 2011 (USA Today), 1. Platz im Flandrischen Derby beim CSIO**** Lummen (Watch me IV), 2. Platz im Großen Preis von Vejer de la Frontera (USA Today)